# العنف الديني في الهند

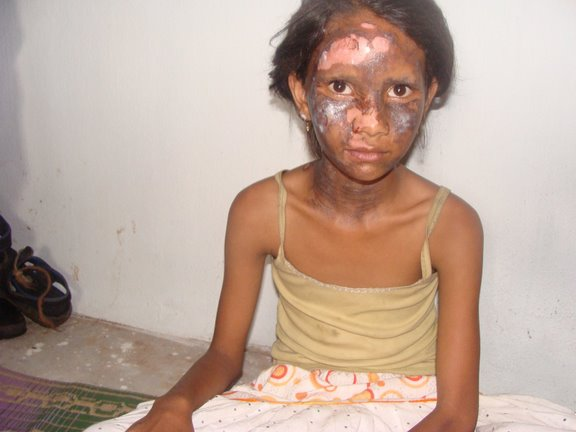

يشمل العنف الديني في الهند أعمال عنف نُفذت من قِبل أتباع جماعة دينية ضد أتباع ومؤسسات جماعة دينية أخرى، وغالبًا ما تكون هذه الأعمال عبارة عن أعمال شغب. يشمل العنف الديني في الهند عمومًا الهندوس والمسلمين.
تميل أعمال العنف الديني المتفرقة والخطيرة أحيانًا إلى الحدوث لأن الأسباب الجذرية للعنف الديني غالباً ما تعود لأسباب تاريخية وأنشطة دينية والسياسات في الهند، على الرغم من الدستور العلماني والمتسامح دينيًا في الهند، والممثلين الدينين المنتشرين على نطاق واسع في مختلف جوانب المجتمع بما في ذلك الحكومة، والدور النشط الذي تلعبه هيئات الحكم الذاتي مثل اللجنة الوطنية لحقوق الإنسان في الهند واللجنة الوطنية للأقليات، والعمل على أرض الواقع الذي تمارسه المنظمات غير الحكومية.
تنشر المنظمات الدولية لحقوق الإنسان مثل منظمة العفو الدولية ومنظمة هيومن رايتس ووتش، إلى جانب المنظمات المحلية، تقارير عن أعمال العنف الديني التي تحدث في الهند. توفي 130 شخص في المتوسط كل عام خلال الفترة من 2005 إلى 2009 بسبب العنف الطائفي، أو نحو 0.01 وفاة لكل 100,000 شخص. أبلغت ولاية ماهاراشترا عن أكبر عدد إجمالي للوفيات المرتبطة بالعنف الديني خلال فترة خمس السنوات تلك، في حين شهدت ولاية ماديا براديش أعلى معدل وفيات سنويًا لكل 100,000 من السكان بين عامي 2005 و2009. توفي ما مجموعه 97 شخصًا خلال عام 2012 في مختلف أنحاء الهند جراء أعمال شغب مختلفة مرتبطة بالعنف الديني.
صنفت اللجنة الأمريكية للحرية الدينية الدولية الهند في الدرجة الثانية لاضطهاد الأقليات الدينية، مثلها مثل العراق ومصر. اتهمت اللجنة الأمريكية للحرية الدينية الدولية، في تقرير صدر عام 2018، الجماعات القومية الهندوسية بحملتها «لتحوير تاريخ» الهند من خلال العنف والتخويف والتحرش ضد الهندوس المنبوذين ومن هم ليسوا بهندوس. قامت حكومات ثلث الولايات تقريبًا بتطبيق قوانين منع نقل و/أو ذبح البقر ضد من هم ليسوا بهندوس، وضد الغوغاء المتورطين في أعمال عنف ضد المسلمين أو المنبوذين الذين شاركت عائلاتهم في تجارة الألبان أو الجلود أو لحوم البقر لأجيال، وضد المسيحيين المبشرين. أعدم غوغاء حركة «حماية البقرة» دون محاكمة ما لا يقل عن 10 ضحايا في عام 2017.

## الهند القديمة
يذكر النص القديم أشوكافادانا، وهو جزء من حكايات ديفيافادانا، شخصًا غير بوذي في مملكة بوندرافاردانا رسم صورة تظهر بوذا ينحني تحت أقدام نيرغانثا جناتربيوترا (التي تُعرف باسم ماهيرا، وهي المنقذة الرابعة والعشرون للديانة الجاينية).  وبناءً على شكوى من متصعب بوذي، أصدر أشوكا، إمبراطور أسرة ماوريا، أمرًا بالقبض عليه، ثم أمر بعد ذلك بقتل جميع معتنقي مذهب الأجيفيكا في بوندرافاردهانا. أُعدم نحو 18,000 من أتباع مذهب الأجيفيكا نتيجةً لهذا الأمر. في وقت لاحق، رسم أحد أتباع نيرغانثا الآخرين في باتالورتا صورة مماثلة. ونتيجة لذلك، أحرقه أشوكا هو وأفراد عائلته أحياء في منزلهم.  أعلن أشوكا أيضًا عن جائزة قدرها ديناريوس واحد (عملة فضية) لمن يأتي برأس نيرغانثا، وفقا لأشوكافادانا، ونتيجةً لهذا الأمر، اتُهم شقيقه، فيتاشوكا، بالهرطقة عن طريق الخطأ وقُتل من قِبل راعي بقر. حذر وزراؤهم من أن «هذا مثال على المعاناة التي تلحق حتى بأولئك الذين ليسوا بمطلوبين» وأن الإمبراطور يجب أن يضمن أمن الجميع». توقف أشوكا، بعد ذلك، عن إصدار أوامر بالإعدام. وفقًا للكاتب كي. تي. إس. ساراو والباحث بنماداب باروا، فإن قصص اضطهاد الطوائف المنافسة الأخرى من قبل أشوكا كانت تلفيقًا واضحًا ناشئًا عن الدعاية الطائفية.

## الهند في العصور الوسطى
تعد السجلات التاريخية التي توضح العنف الديني واسعة النطاق في الهند في العصور الوسطى، إذ جاءت في شكل مجموعة نصوص مخبأة كتبها المؤرخون المسلمون. تعرض الهندوس تاريخيًا للاضطهاد أثناء الحكم الإسلامي لشبه القارة الهندية، وفقًا لويل ديورانت. هناك أيضًا العديد من حالات تدنيس المعابد المسجلة التي جرت على يد الممالك الهندوسية والإسلامية والبوذية، دُنست فيها معابد الهندوس والبوذيين ومعابد الديانة الجاينية. يدّعي المؤرخ كيشوري ساران لال في كتابه «نظرية وممارسة الدولة الإسلامية في الهند» أنه بين عامي 1000 و1500، انخفض عدد سكان شبه القارة الهندية من 200 إلى 170 مليون نسمة. وذكر أن تقديراته كانت مترددة وليست حاسمة. بكل الأحوال، شكك كل سيمون ديغبي وعرفان حبيب بهذه التقديرات السكانية. يقول ويل دورانت عن الغزو الإسلامي للهند إنه «ربما أكثر القصص دموية في التاريخ».  تراجعت البوذية بسرعة، خلال هذه الفترة، بينما واجهت الهندوسية عنفًا دينيًا بقيادة عسكرية وبرعاية من السلطات. حتى أولئك الهندوس الذين اعتنقوا الإسلام لم يكونوا في مأمن من الاضطهاد، وهو ما أوضحه النظام الطبقي الإسلامي في الهند الذي أنشأه ضياء الدين برني في كتاب فتاوى الجهندري. كتب آلان دانيالو: «منذ أن وصل المسلمون إلى الهند عام 632 بعد الميلاد، أصبح تاريخ الهند سلسلة رتابة طويلة من جرائم القتل والمذابح والسلب والتدمير».

كتب عالم الاجتماع غوفند شاداشيف غوري أن حوادث العنف الديني بين الهندوس والمسلمين في الهند التي تعود للقرون الوسطى من المفترض أنها بدأت بعد فترة وجيزة من استقرار المسلمين هناك. تظهر تضاربات متكررة في السجل التاريخي لسلطنة دلهي. استمر هذا التضارب خلال حكم الإمبراطورية المغولية ثم في فترة الاستعمار البريطاني.
خلال الفترة البريطانية، أصبح الانتماء الديني قضية مهمة ... كانت المجتمعات الدينية تميل إلى أن تصبح دوائر سياسية. كان هذا صحيحًا بشكل خاص لرابطة مسلمي عموم الهند التي أُنشئت عام 1905، والتي كانت مخصصة حصريًا لخدمة مصالح المسلمين ... كما ظهرت منظمات هندوسية بحتة مثل منظمة سبها الهندوسية (أصبح اسمها مهاسابها فيما بعد) التي تأسست عام 1915. أصبحت أعمال الشغب بين الهندوس والمسلمين في غصون هذا الوقت أكثر تكرارًا لكنها لم تكن شيئًا جديدًا: إذ كانت الهند تشهد مثل هذه الأعمال منذ أيام سلطنة دلهي وكانت بالفعل سمة منتظمة في حكم الإمبراطورية المغولية ... اندلعت أعمال شغب عملاقة بين الهندوس والمسلمين عندما أصبح [محمد علي جناح] أول حاكم عام لباكستان في عام 1947 ورُسمت الحدود الجديدة.

- مارك غابوريو، لصحيفة الأنثروبولوجيا اليوم.
وكان العنف الديني موجودًا أيضًا خلال محاكم التفتيش في غوا التي بدأت عام 1560.

## الهند الحديثة
وقعت أعمال عنف دينية واسعة النطاق وأعمال شغب بشكل دوري في الهند منذ استقلالها عن الحكم الاستعماري البريطاني. شهدت الفترة التي تلت تقسيم الهند عام 1947 لإنشاء دولة إسلامية منفصلة عن باكستان للمسلمين، صراعًا طائفيًا واسع النطاق وإراقة للدماء في جميع أنحاء البلاد. شهدت الهند، منذ ذلك الحين، أعمال عنف متقطعة واسع النطاق اندلعت بسبب التوترات الكامنة بين المجتمعات الهندوسية والمسلمة. تنبع هذه الصراعات أيضًا من أيديولوجيات الجماعات اليمينية المتشددة ضد الأصوليون الإسلاميين والمنتشرة في قطاعات معينة من السكان. حافظت الهند، منذ الاستقلال، دائمًا على التزام دستوري بالعلمانية. تشمل الحوادث الرئيسية أعمال الشغب بولاية كجرات عام 1969، وأعمال الشغب المناهضة للسيخ عام 1984، وأعمال الشغب بهاغابور عام 1989، وأعمال العنف بكشمير عام 1989، وحرق قطار بجودهرا، وأعمال الشغب بغوغارات عام 1969، وأعمال شعب مظفر نجار عام 2013.